# Данильченко, Анатолий Борисович
Анатолий Борисович Данильченко (8 июня 1940, Гроза, Гомельская область — 22 июля 2001, Волгоград) — советский и российский писатель и журналист. Член Союза писателей СССР (1977).

## Биография
Отец, погибший в Польше в 1944 году, был учителем математики, мать — учительницей начальных классов.
С 1956 работал слесарем на Гомельском заводе сельскохозяйственного машиностроения, в 1958 окончил школу рабочей молодежи и в этом же году уехал в Донбасс на комсомольскую стройку. Работал электрослесарем и комбайнёром угольных шахт.
В 1964—1968 годах работал на заводе «Гомельмаш». Много сил отдавал литературному труду, выступая со стихами на страницах гарнизонной и окружной воинских газет, «Гомельской правды», журнала «Неман». Стихам были отданы его предпочтения и в первые годы обучения в Литературном институте имени М.Горького, куда он поступил в 1968 году.
В 1973 году, после окончания Литературного института им. Горького приехал в Волгоград. Работал литсотрудником многотиражной газеты Волгоградтяжстроя «Строитель»,  с 1974 года — редактор, старший редактор редакционно-издательского отдела Высшей следственной школы.
Журналистикой занимался в 1974—1985 гг.
В 1977 принят в Союз писателей СССР.
В 1985—1989 был ответственным секретарём Волгоградской писательской организации.
С 1991 работал директором издательства «Станица».
Похоронен на Димитриевском кладбище в Волгограде.

## Творчество
Первое его стихотворение (басня) было опубликовано в 1957 году в заводской многотиражной газете Гомельмаша.
Автор ряда прозаических произведений, в том числе:
романы
- «Люди живут семьями» (I кн. — 1972, II — 1978),
- «Осенние туманы» (1986),
- «Метелица» (1988),
- «Патина» (2000);

повести
- «Зеленый берег» (1970),
- «Сам себе голова» (1971),
- «Счастливый (1973),
- «Один на один» (1980),
- «В стране "Джоконды"» (1981),
- «За фасадом» (1983),
- «Андрейкина война» (1970, 1986),
- «Дед Кедрач» (1987),
- «Мы из войны» (1984, 1989)

книги астральных рассказов
- «Встретимся после смерти» (1997).

Публиковался в журналах «Неман», «Подъем», «Нива», «Волга», «Отчий край». Произведения автора переведены на польский язык.
В 2015 году издательство «Станица-2», руководитель Данильченко Олег Анатольевич, выпустило в свет собрание сочинений в пяти томах.